# Karabin
 Denne artikel omhandler skydevåbenet. Opslagsordet har også en anden betydning, se Karabinhage.
En karabin er en kortere udgave af et fodfolksgevær eller riffel, oprindelig beregnet til kavaleriet. For ikke at tabe det under ridning havde rytteren en karabinrem over skulderen, som var hægtet fast i riflen med en karabinhage. I forladerens dage var karabinen ladt før kamp, og når så skuddet var faldet, lod rytteren karabinen hænge i remmen mens han fortsatte kampen med sabel og evt. pistoler.
I dag bruges betegnelsen stadig om korte rifler i forskellige kalibre, i militær sammenhæng drejer det sig om automatkarabiner. I militære enheder udleveres karabiner typisk til motoriserede eller mekaniserede tropper, da de er nemmere at manøvrere med i fx pansrede mandskabsvogne, eller til specialstyrker på grund af den lavere vægt.
Karabiner er også det foretrukne valg til bykamp.
Det italienske gendarmerikorps Carabinieri er opkaldt efter karabinen.